# Aeródromo de Sredni Ostrov
El aeródromo de Sredni Ostrov (en ruso: Аэродром Средний Остров IATA: , ICAO:UODS) es un aeropuerto militar situado en la isla de Sredni Ostrov (en ruso: Средний Остров), una isla rusa en aguas del mar de Kara. Administrativamente, pertenece al krai de Krasnoyarsk de la Federación de Rusia. Se encuentra 893 km al norte de Játanga.

## Pista
El aeródromo de Sredni Ostrov dispone de una pista de hielo en dirección 11/29 de 3000 m (9.842 pies). 
Los aeródromos militares más cercanos son Ostrov Bolshevik (233 km), Greem Bell (520 km), Nagurskoye (816 km). El aeropuerto civil más cercano es  Dikson (720 km).

## Operaciones militares
Fue construido a finales de la década de los 50 como campo alternativo para bombarderos estratégicos y operado por el OGA (Grupo de Control Ártico). Fue utilizado como base de "salto" para los bombarderos Tu-95 (designación OTAN: Bear)
En marzo de 1979 dos Tupolev Tu-128 (designación OTAN: Fiddler) estaban basados aquí. Se cree que el campo está operativo, siendo utilizado por la guardia fornteriza. Es capaz de atender aviones Antonov An-26 y Antonov An-76. Estaba operativo en el año 2000, cuando una expedición procedente de Játanga y con destino al Polo Norte hizo escala aquí.